# Илија Николић
Илија Николић (Пирот, 16. јул 1922 — Београд, 31. август 2008) био је доктор књижевних наука пореклом из Пирота. 

## Биографија
Рођен је 1922. године. Основну школу и Гимназију је завршио у родном граду. После тога је завршенио докторске студије књижевности. Докторирао је са тезом Народне песме Пирота и околине, књижевно-историјска истраживања од 1878-1960.  Радио је као научни саветник у САНУ у пензији.
Свој радни век је провео као истраживач у САНУ на катедри за књижевност. Теме истраживања су биле из области српско-бугарских књижевних односа у деветнаестом веку. 
Његови рукописи који су везани за пиротски крај су: Знаменити људи и дела, Стари Пирот, Мелодије источне Србије, Индекс мотива народних песама балканских Словена, Зборник радова о народној књижевности.
Најзаслужнији је за тротомну грађу од преко 3500 страна Пирот и срез Нишавски, објављеном 1981/2. 
Николић је био и неформални члан Редакције Пиротског зборника, налазио је нове сараднике и писао текстове.
Умро је 31. августа 2008. године.  
Лични фонд др Илије Николића се чува у Историјском архиву у Пироту. Фонд садржи рукописну, архивску, документарну и фото грађу коју је прикупљао и истраживао др Илија Николић, један од најзначајнијих интелектуалаца и научних радника пореклом из Пирота. 